# Mikael Niemi
Mikael Niemi (ur. 13 sierpnia 1959 w Pajali) – szwedzki pisarz.
Mieszka i tworzy w Szwecji. W 2000 roku opublikował powieść Muzyka pop z Vittuli, za którą dostał Augustpriset - prestiżową szwedzką nagrodę literacką, odpowiednik polskiej NIKE. Książka stała się międzynarodowym bestsellerem - w samej Szwecji sprzedano jej ponad 800 tys. egzemplarzy. Do miejscowości Pajala pielgrzymują czytelnicy, pragnący zobaczyć i porównać prawdziwe miasteczko z jego literackim odpowiednikiem.